# 维斯科
维斯科（義大利語：Visco），是意大利乌迪内省的一个市镇。总面积3.52平方公里，人口796人，人口密度226.1人/平方公里（2009年）。ISTAT代码为030135。